# Skateboard ai Giochi della XXXIII Olimpiade - Park maschile
La gara di park maschile ai Giochi della XXXIII Olimpiade di Parigi si è svolta il 7 agosto 2024 a Place de la Concorde. Alla competizione hanno preso parte 22 skater in rappresentanza di 14 nazioni.
L'australiano Keegan Palmer ha difeso il titolo olimpico, vincendo la gara, mentre lo statunitense Tom Schaar e il brasiliano Augusto Akio si sono aggiudicati rispettivamente la medaglia d'argento e di bronzo.

## Programma
| Data          | Ora (UTC+2) | Turno       |
| ------------- | ----------- | ----------- |
| 7 agosto 2024 | 12:30       | Preliminari |
| 7 agosto 2024 | 17:30       | Finale      |
| Fonte:        |             |             |

### Format di gara
Nella fase dei preliminari i 22 partecipanti vengono suddivisi in quattro batterie, dai cinque ai sei skater ciascuna. Durante la gara ogni skater effettua tre run di 45 secondi l'una, ad ognuna delle quali i giudici assegnano un punteggio. Viene, però, considerato solamente il punteggio più alto. I primi 8 skater del ranking combinato delle batterie si qualificano alla finale.

## Risultati

### Preliminari
| Pos.   | Batteria | Skater             | Nazione       | Run   | Run    | Run    | Note |
| Pos.   | Batteria | Skater             | Nazione       | 1     | 2      | 3      | Note |
| ------ | -------- | ------------------ | ------------- | ----- | ------ | ------ | ---- |
| 1      | 1        | Keegan Palmer      | Australia     | 77.03 | 89.31  | 93.78  | Q    |
| 2      | 1        | Tom Schaar         | Stati Uniti   | 89.05 | 92.05  | 32.70  | Q    |
| 3      | 3        | Alex Sorgente      | Italia        | 89.96 | 91.14  | 12.33  | Q    |
| 4      | 2        | Tate Carew         | Stati Uniti   | 77.18 | 90.42  | 16.83  | Q    |
| 5      | 4        | Keefer Wilson      | Australia     | 81.70 | 88.60  | 90.10  | Q    |
| 6      | 3        | Pedro Barros       | Brasile       | 89.24 | 2.83   | 81.10  | Q    |
| 7      | 4        | Luigi Cini         | Brasile       | 89.10 | 29.33  | 12.006 | Q    |
| 8      | 3        | Augusto Akio       | Brasile       | 88.79 | 29.33  | 88.98  | Q    |
| 9      | 2        | Hampus Winberg     | Svezia        | 82.58 | 74.00  | 88.29  |      |
| 10     | 2        | Gavin Bottger      | Stati Uniti   | 20.30 | 86.95  | 60.03  |      |
| 11     | 1        | Alessandro Mazzara | Italia        | 56.00 | 83.17  | 2.73   |      |
| 12     | 2        | Vincent Matheron   | Francia       | 82.02 | 18.74  | 8.66   |      |
| 13     | 3        | Thomas Augusto     | Portogallo    | 3.10  | 81.75  | 2.66   |      |
| 14     | 4        | Steven Piñeiro     | Porto Rico    | 81.54 | 10.33  | 19.33  |      |
| 15     | 2        | Yuro Nagahara      | Giappone      | 81.38 | 2.36   | 2.38   |      |
| 16     | 1        | Kieran Woolley     | Australia     | 20.85 | 14.93  | 80.04  |      |
| 17     | 2        | Tyler Edtmayer     | Germania      | 76.49 | 78.20  | 2.43   |      |
| 18     | 4        | Andy Macdonald     | Gran Bretagna | 72.07 | 76.61  | 77.66  |      |
| 19     | 1        | Alain Kortabitarte | Spagna        | 29.38 | 49.21  | 75.46  |      |
| 20     | 4        | Danny León         | Spagna        | 56.25 | 7.33   | 10.00  |      |
| 21     | 1        | Viktor Solmunde    | Danimarca     | 42.95 | 42.83  | 36.00  |      |
| 22     | 3        | Dallas Oberholzer  | Sudafrica     | 7.00  | 19.001 | 33.83  |      |
| Fonte: |          |                    |               |       |        |        |      |

### Finale
| Pos.    | Skater        | Nazione     | Run   | Run   | Run   |
| Pos.    | Skater        | Nazione     | 1     | 2     | 3     |
| ------- | ------------- | ----------- | ----- | ----- | ----- |
| Oro     | Keegan Palmer | Australia   | 93.11 | 63.66 | 65.20 |
| Argento | Tom Schaar    | Stati Uniti | 90.11 | 92.23 | 83.08 |
| Bronzo  | Augusto Akio  | Brasile     | 2.66  | 81.34 | 91.85 |
| 4       | Pedro Barros  | Brasile     | 22.10 | 86.41 | 91.65 |
| 5       | Tate Carew    | Stati Uniti | 18.06 | 91.17 | 71.46 |
| 6       | Alex Sorgente | Italia      | 22.80 | 84.26 | 63.76 |
| 7       | Luigi Cini    | Brasile     | 19.70 | 2.36  | 76.89 |
| 8       | Keefer Wilson | Australia   | 40.03 | 32.73 | 58.36 |
| Fonte:  |               |             |       |       |       |